# كلير بارات
كلير بارات (بالإنجليزية: Claire Barratt)‏ هي مهندسة ومقدمة تلفزيونية بريطانية، ولدت في 1974.

## وصلات خارجية
- كلير بارات على موقع IMDb (الإنجليزية)
- كلير بارات على موقع قاعدة بيانات الفيلم (الإنجليزية)